# 杉田菜摘
杉田 菜摘（すぎた なつみ、1995年5月26日 - ）は、日本の女性声優。元アセンブルハート所属でフリー期間を経た後、2018年1月よりフラッシュアップ所属。埼玉県出身。

## 出演作品
太字はメインキャラクター

### テレビアニメ
2014年
- ウィザード・バリスターズ 弁魔士セシル（女学生A）
- ツブ★ドル（藤野ちえ）

2016年
- CoCO&NiCO（ココ）
- だがしかし（ラムネ娘）
- タマ&フレンズ 〜うちのタマ知りませんか?〜（ノラ）

### テレビドラマ
- 孤独のグルメ Season8 第1話    （2019年10月5日、テレビ東京） - 客 役

### ゲーム
2014年
- ゴールドリベリオン
- ゴールドリベリオンR
- ペルソナ4 ジ・アルティマックス・ウルトラスープレックスホールド

2016年
- リング☆ドリーム 女子プロレス大戦（海江田 潤[3]）

### ドラマCD
- アリアンロッド・ボイスドラマ 〜騎士の誓い〜

2015年
- ノーアニメ ノーライフ 〜タワーアニメはあなたのためのお店です〜
- ツブドル★　〜紹介します?舞台裏!〜

### ラジオ
- ツブ★ドル ユメカナラジオ!（超!A&G+：2014年7月10日 - 2015年7月25日）

### 舞台
- あいたま（2018年6月13日 - 17日、恵比寿・エコー劇場）‐ 仁科糸子 役